# Pridi, dala ti bom cvet
"Pridi, dala ti bom cvet" (em português:  Vem, eu te darei uma flor) foi a canção que representou a antiga Jugoslávia no Festival Eurovisão da Canção 1970. Foi interpretada em esloveno por Eva Sršen.
Foi a quarta canção a ser interpretada na noite do evento, a seguir à canção italiana "Occhi di ragazza", interpretada por Gianni Morandi e antes da canção belga "Viens l'oublier, interpretada por Jean Vallée. A canção jugoslava terminou em
11.º lugar, tendo recebido 4 pontos (atribuídos pelo júri britânico).

## Autores
- Letra: Dušan Velkaverh[1]
- Música: Mojmir Sepe[1]
- Orquestração: Mojmir Sepe[1]

## Letra
A canção usa a metáfora das "flores", como a cantora descreve que ela é a flor "que ninguêm pode tocar a não ser tu", O "Tu" implica o seu amor secreto.